# Anglikanische Kirche von Kanada

Wappen der Anglican Church of Canada

Die Anglikanische Kirche von Kanada (englisch Anglican Church of Canada, französisch l'Église Anglicane du Canada) ist eine Mitgliedskirche der Anglikanischen Gemeinschaft in Kanada mit etwa 295.000 Mitgliedern. Sie besteht aus 30 Bistümern – dabei ist das Bistum Cariboo im „Central-Interior“-Bereich von British Columbia derzeit inaktiv und wird verwaltet von einem Suffraganbischof des Erzbischofs von British Columbia & the Yukon –, die in vier Kirchenprovinzen eingeteilt sind. Erste Primatin (14. Primas) der Anglikanischen Kirche von Kanada ist seit 16. Juli 2019 Linda Nicholls, die 2016 bis 2019 Bischöfin von Huron war. Höchste Autorität ist die Generalsynode, die alle drei Jahre zusammentritt.
Die Volkszählung von 2021 ergab, dass sich 1,13 Mio. Bewohner von Kanada als Anglikaner identifizieren. Dies sind 3,1 % der Gesamtbevölkerung. Allein in der Provinz Ontario lebten 525.425 Anglikaner.

## Offizielle Namen der Anglikanischen Kirche von Kanada
Der derzeitige englische Name der Kirche, Anglican Church of Canada, wurde 1955 angenommen. Bis dahin hieß die Kirche The Church of England in Canada.
Der französische Name der Kirche lautet seit 1989 l'Église Anglicane du Canada. Zwischen 1977 (die kanonischen Kirchengesetze wurden erst 1983 entsprechend angepasst) und 1989 hieß sie offiziell auf Französisch l'Église Episcopale du Canada.

## Geschichte

### Ursprünge der anglikanischen Kirche im britischen Nordamerika
Die ersten Kleriker der noch vorreformatorischen englischen Kirche waren Kaplane, die die Expedition von John Cabot 1497 begleiteten.
Unter den nordamerikanischen Loyalisten, die nach der Amerikanischen Revolution nach Kanada flohen, waren sehr viele Anglikaner, und die Zugehörigkeit zur anglikanischen Kirche war charakteristisch für die herrschende Elite in den britischen Kolonien in Nordamerika in der Zeit, als die Kolonialregierungen nicht von einem Kolonialparlament gewählt wurden (bis ca. 1848).
Bis in die 1830er Jahre war die anglikanische Kirche in Kanada Teil der Church of England: Bischöfe wurden in England ernannt und Priester wurden von dort entsandt, und auch die Finanzierung der Kirche wurde vom britischen Parlament getragen. Die ersten kanadischen Synoden kamen in den 1850er Jahren zusammen, womit die kanadische Kirche einen gewissen Grad an Autonomie erhielt. 1861, als Ergebnis der Entscheidung des Justizausschusses des Privy Councils Long v. Gray, wurden alle anglikanische Kirchen in Kolonien des Britischen Empires autonom. Dennoch wurde die erste Generalsynode für ganz Kanada erst 1893 abgehalten. Dort wurde Robert Machray als erster Primas gewählt.

### 20. Jahrhundert
Im ersten Teil des 20. Jahrhunderts verstärkte die ACC ihre traditionelle Rolle als Establishment-Kirche, obwohl es zunehmend auch Einflüsse von der sich auch in Kanada ausbreitenden Social-Gospel-Bewegung gab, und auch der christliche Sozialismus von Teilen der Church of England kam in Kanada zum Ausdruck. Diese Einflüsse mündeten 1958 in der Schaffung von etwas, das später als Primate's World Relief and Development Fund bekannt werden würde.
Gegen Ende der 1960er Jahre wurde die Veränderung schneller, als Mainline Churches die erste Welle des Mitgliederschwunds und Abnahme der Kirchenbesucherzahlen zu spüren bekamen. Ökumenische Beziehungen wurden intensiviert, mit dem Ziel der vollen Kirchengemeinschaft.
Seit den 1970er Jahren wird in der Anglikanischen Kirche von Kanada die Ordination von Frauen zum Priesteramt praktiziert. Erste Bischöfin der Anglikanischen Kirche von Kanada wurde 1997 Victoria Matthews. 2016 befürwortete die Anglikanische Kirche von Kanada die Trauung gleichgeschlechtlicher Paare.

## Struktur
Das oberste Gremium der Kirche ist die Generalsynode, die alle drei Jahre zusammenkommt und aus Laien, Priestern und Bischöfen aus jedem der 30 Bistümern besteht.

## Kathedrale
Die meisten anglikanischen Kathedralen in Kanada sind bescheidene Gemeindekirchen, mit Ausnahme der Kathedralen von Toronto, Halifax, St. John’s und Victoria, die über größere Dimensionen oder eine beeindruckende Architektur verfügen, obwohl selbst diese nach europäischen oder gar australischen Standards eher bescheiden sind. Diözesanfunktionen werden daher wegen der begrenzten Zahl an Sitzplätzen in den meisten anglikanischen Kathedralen oft in Kirchengebäuden der römisch-katholischen Kirche oder der United Church of Canada abgehalten. Die Christ Church Cathedral in Ottawa, obwohl sie keine nationale Designation hat wie die Washington National Cathedral, ist dennoch der übliche Standort für Staatsanlässe, die in kirchlicher Umgebung stattfinden sollen, wie z. B. Staatstrauerfeiern für nicht römisch-katholische Personen.

## Primates
- Robert Machray (1893–1904)
- William B. Bond (1904–1906)
- Arthur Sweatman (1907–1909)
- Samuel Pritchard Matheson (1909–1931)
- Clarendon Lamb Worrell (1931–1934)
- Derwyn Trevor Owen (1934–1947)
- George Frederick Kingston (1947–1950)
- Walter Barfoot (1950–1959)
- Howard Clark (1959–1971)
- Ted Scott (1971–1986)
- Michael Peers (1986–2004)
- Andrew Hutchison (2004–2007)
- Frederick James Hiltz (2007–2019)
- Linda Nicholls (seit 16. Juli 2019)

## Bistümer
| Bistum                                        | Kathedrale                               | Sitz                  | Bischof               | Gründungsjahr         |
| Kirchenprovinz Kanada                         | Kirchenprovinz Kanada                    | Kirchenprovinz Kanada | Kirchenprovinz Kanada | Kirchenprovinz Kanada |
| --------------------------------------------- | ---------------------------------------- | --------------------- | --------------------- | --------------------- |
| Zentralneufundland                            | St. Martin's Cathedral                   | Gander                | John Watton           | 1976                  |
| Ostneufundland und Labrador                   | Cathedral Church of St. John the Baptist | St. John’s            | Sam Rose              | 1976 (1839)           |
| Fredericton                                   | Christ Church Cathedral                  | Fredericton           | David Edwards         | 1845                  |
| Montreal                                      | Christ Church Cathedral                  | Montreal              | Mary Irwin-Gibson     | 1850                  |
| Nova Scotia and Prince Edward Island          | All Saints’ Cathedral                    | Halifax               | Sandra Fyfe           | 1787                  |
| Québec                                        | Cathedral of the Holy Trinity            | Québec                | Bruce Myers           | 1793                  |
| Westneufundland                               | Cathedral of St. John the Evangelist     | Corner Brook          | John Organ            | 1976                  |
| Kirchenprovinz British Columbia und der Yukon |                                          |                       |                       |                       |
| British Columbia                              | Christ Church Cathedral                  | Victoria              | Anna Greendwood-Lee   | 1875                  |
| Caledonia                                     | St. Andrew’s Cathedral                   | Prince Rupert         | David Lehmann         | 1879                  |
| Kootenay                                      | St. Michael and All Angels Cathedral     | Kelowna               | Lynne McNaughton      | 1899                  |
| New Westminster                               | Christ Church Cathedral                  | Vancouver             | John Stephens         | 1879                  |
| Territory of the People                       | St. Paul’s Cathedral                     | Kamloops              | Clara Plamondon       | 2002                  |
| Yukon                                         | Christ Church Cathedral                  | Whitehorse            | Lesley Wheeler-Dame   | 1891                  |
| Kirchenprovinz Ontario                        |                                          |                       |                       |                       |
| Algoma                                        | St. Luke’s Cathedral                     | Sault Ste. Marie      | Anne Germond          | 1873                  |
| Huron                                         | St. Paul’s Cathedral                     | London                | Todd Townshend        | 1857                  |
| Moosonee                                      | St. Matthew’s Cathedral                  | Timmins               | Anne Germond          | 1872                  |
| Niagara                                       | Christ Church Cathedral                  | Hamilton              | Susan Bell            | 1875                  |
| Ontario                                       | St. George’s Cathedral                   | Kingston              | William Cliff         | 1862                  |
| Ottawa                                        | Christ Church Cathedral                  | Ottawa                | Shane Parker          | 1896                  |
| Toronto                                       | St.-James-Kathedrale                     | Toronto               | Andrew Asbil          | 1839                  |
| Kirchenprovinz der Nordlichter                |                                          |                       |                       |                       |
| Arctic                                        | St. Jude's Cathedral                     | Iqaluit               | Alexander Pryor       | 1933                  |
| Athabasca                                     | St. James’ Cathedral                     | Peace River           | David Greenwood       | 1876                  |
| Brandon                                       | St. Matthew’s Cathedral                  | Brandon               | Rachael Parker        | 1913                  |
| Calgary                                       | Cathedral Church of the Redeemer         | Calgary               | Gregory Kerr-Wilson   | 1888                  |
| Edmonton                                      | All Saints’ Cathedral                    | Edmonton              | Stephen London        | 1913                  |
| Indigenes Geistliches Amt von Mishamikoweesh  | nicht designiert                         | Kingfisher Lake       | Lydia Mamakwa         | 2014                  |
| Qu'Appelle                                    | St. Paul’s Cathedral                     | Regina                | Helen Kennedy         | 1884                  |
| Ruperts Land                                  | Cathedral of St. John                    | Winnipeg              | Naboth Manzongo       | 1849                  |
| Saskatchewan                                  | St. Alban’s Cathedral                    | Prince Albert         | Richard Reed          | 1874                  |
| Saskatoon                                     | St. John’s Cathedral                     | Saskatoon             | Chad McCharles        | 1874                  |
| Extraprovinziell                              |                                          |                       |                       |                       |
| Anglikanisches Militärordinariat              | Christ Church Cathedral                  | Ottawa                | Nigel Shaw            | 1939                  |
| Nationaler indigener Erzbischof               | nicht designiert                         | nicht designiert      | Christopher Harper    | 2005                  |